# Xã Sharon, Quận Barber, Kansas
Xã Sharon (tiếng Anh: Sharon Township) là một xã thuộc quận Barber, tiểu bang Kansas, Hoa Kỳ. Năm 2010, dân số của xã này là 356 người.